# Enric Clarasó i Daudí
Enric Clarasó i Daudí (Sant Feliu del Racó, 14 d'octubre de 1857 - Barcelona, 27 de gener de 1941) fou un escultor modernista català l'estil del qual transita entre el costumisme i el simbolisme. Va freqüentar els cercles de Rusiñol i Casas. El seu estil s'ha relacionat amb el de l'escultor Josep Llimona.
Va tenir com a mestre l'escultor Joan Roig i Solé, a l'Escola de Belles Arts de Barcelona. Va compartir taller, primer amb el pintor Carbonell Selva i més tard amb Santiago Rusiñol, amb qui el va unir una gran amistat. Juntament amb Ramon Casas, van formar un trio molt conegut dintre de la bohèmia barcelonina de principis del segle xx. Van fer nombroses exposicions junts a la Sala Parés, també gràcies a les tertúlies que organitzaven es va crear el famós Museu del Cau Ferrat de Sitges. Les seves primeres obres tenen un caràcter de realisme anecdòtic, després de passar una temporada a París, la seva escultura es transformà a formes més sensitives, qualificant-se com un artista modernista.
Va participar el 1892 a l'Exposició Nacional de Madrid, a la World Columbian Exposition de Chicago (1893), el 1888 a l'Exposició Universal de Barcelona i va obtenir una medalla d'or a l'Exposició Universal de París (1900).
Va fer escultura funerària, realitzant panteons als cementiris de Barcelona i Saragossa. El 1931 publicà un llibre autobiogràfic anomenat Notes Viscudes.

## Trajectòria

### Primera etapa (1875-1888)

#### Dades biogràfiques: dels anys de formació al primer viatge a París
Enric Clarasó i Daudí va néixer el 14 de setembre de 1857 a Sant Feliu del Racó. La seva família era provinent de Reus, eren menestrals, el seu pare es deia Francesc Clarasó i Bofarull i la seva mare Anna Daudí i Colomer.
El 1859 la família es va instal·lar a Barcelona on el petit Clarasó va treballar d'aprenent a una botiga de perfums. Després de passar una temporada fora de Barcelona a causa de la Febre Groga del 1869, Enric Clarasó va anar a diferents escoles i va entrar com a aprenent al taller de l'escultor Joan Roig i Solé. En aquest taller va formar-se tècnicament i va conèixer el gènere de l'escultura anecdòtica.
Durant aquest període també va anar a la Llotja a estudiar dibuix i modelatge amb fang. En aquest centre i al Centre d'Aquarel·listes, on anava a dibuixar, va conèixer molts artistes de l'època i es va fer especialment amic de Santiago Rusiñol i de Ramon Casas.
El 1880 va llogar el seu primer taller juntament amb el pintor Miquel Carbonell, quan aquest va maxar a Madrid, Enric Clarasó es va canviar de local. Entre els anys 1882 i 1887 Clarasó va traslladant el seu taller en diferents locals de Barcelona. Dels locals on s'instal·la, el més important és el que lloga juntament amb Santiago Rusiñol al Carrer Muntaner. En aquest espai s'hi reunien artistes de diferents disciplines, de l'entorn de Clarasó, Rusiñol i Casas; i és en aquest context que es va crear el Cau Ferrat el 1885.
A la dècada del 1880 Enric Clarasó va començar a donar-se a conèixer. El 1881 va fer la seva primera exposició junt amb altres artistes a la Sala Parés, on va exposar un retrat. També va elaborar decoracions escultòriques per a teatres (Teatre Principal i Teatre Novetats) i va participar en concursos per guarnir la ciutat de Barcelona amb escultures. L'any 1888, va participar en l'Exposició Universal de Barcelona amb treballs de poca importància. Aquell mateix any se'n va anar a París juntament amb Rusiñol, Canudas, Casas i Utrillo; on els artistes catalans buscaven una orientació pel seu art.

#### Obres de la primera etapa: del costumisme a la simplicitat
En les obres d'aquest primer període predomina l'escultura costumista, obres on allò important és el detall i l'anècdota. Són escultures on Enric Clarasó volia mostrar el seu virtuosisme a través dels detalls. Va aconseguir agradar al públic amb temes anecdòtics.
A partir del 1881 es veu en la seva obra un interès per l'expressivitat de les figures, en són exemples les obres Nadal i Noia així com en l'escultura En acecho, on a més de buscar expressionisme hi ha una preocupació per l'anatomia.
En aquesta etapa també va fer la seva primera obra religiosa (Crist Crucificat) i la seva primera obra funerària de les moltes que elaborarà.
Als últims anys del segle xix, les obres de caràcter costumista i anecdòtic van començar a ser criticades, es reclamava realisme i el caràcter grandiós en l'escultura. És llavors quan Enric Clarasó va marxar a París i va tornar amb aires renovats. Mostra d'aquest canvi era l'obra Noia resant, en aquesta Clarasó ja no es perdia en el detall sinó que va simplificar el gest i va dissenyar línies més sòbries.

### Segona etapa (1889-1897)

#### Dades biogràfiques: fama a través de les exposicions
El 1890, Clarasó va fer el seu segon viatge a París, on va viure durant una temporada amb altres artistes catalans. Allà es va matricular a l'Acadèmia Chapu, hi va guanyar un premi i va presentar una obra al Champ de Mars. A la capital francesa, no només va aprendre a subjectar-se al natural gràcies a l'Acadèmia Chapu, sinó que va tenir l'oportunitat de conèixer l'escultura antiga al museu del Louvre i de moure's en l'ambient artístic de Montmartre al París de la fin de siècle.
Quan va tornar a Barcelona, Enric Clarasó va fer una exposició juntament amb Santiago Rusiñol i Ramon Casas a la Sala Parés l'any 1890. Aquesta va ser la primera de tres exposicions col·lectives que van fer aquests artistes durant aquesta etapa (la segona el 1892 i la tercera el 1893).
En aquest període també va presentar obres seves a diferents exposicions com l'Exposició de Belles Arts de Barcelona, a l'Exposició Nacional a Madrid i a l'Exposició Universal de Chicago l'any 1893, en aquestes últimes exposicions va representar l'obra Flor Marcida.
En aquests anys Clarasó també fa els seus primers encàrrecs públics importants, va fer la seva primera escultura-monument el 1892. L'any 1896 es va casar amb Pilar Serrat Izquierdo, amb qui més endavant va tenir tres fills.

#### Obres de la segona etapa: experimentació dels diferents gèneres

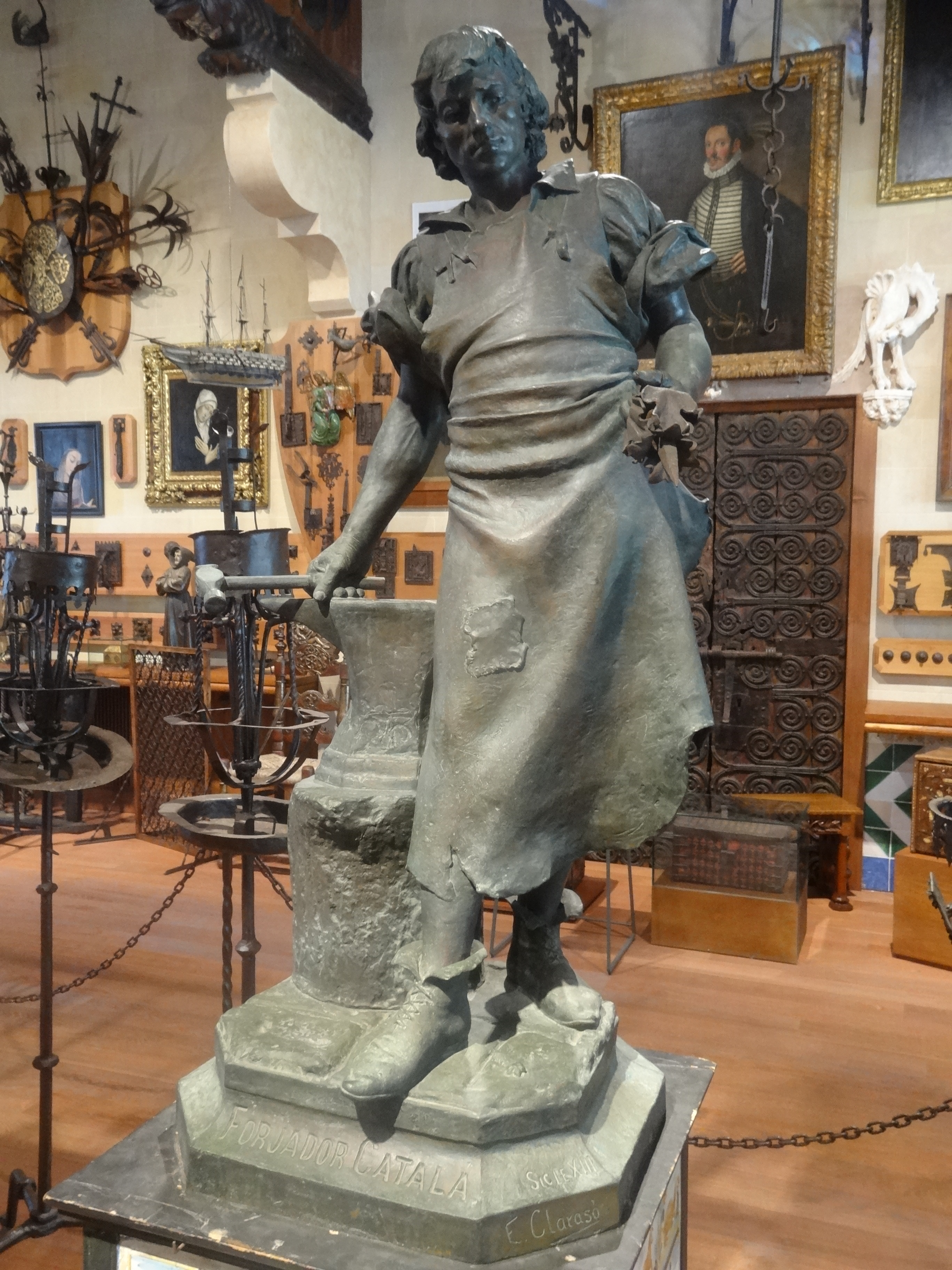
Forjador català (1894), al Museu Cau Ferrat.

En aquest període, Enric Clarasó encara no tenia la personalitat definida, es va dedicar a temptejar diferents temàtiques i estils, amb uns resultats favorables.
Exposició a la Sala Parés 1890 i influències de París
Les obres d'aquesta exposició van tenir una bona rebuda per part de la crítica, aquesta deia que Clarasó havia sabut trobar una direcció nova i encertada en els seus treballs escultòrics. Les obres d'aquesta exposició que més van sorprendre són uns relleus de bronze sobre tela blanca que van ser qualificats de “japonistes”.
Primeres escultures modernistes: importància de la idea, sobrietat de línies i reflex de l'estat d'ànim
Tot i la varietat temàtica que hi ha en aquesta etapa, bona part de les obres de Clarasó estan configurades a partir de la figura femenina. En aquestes peces de l'any 1891 hi ha certs lligams entre l'escultura de Josep Llimona i la d'Enric Clarasó. Les obres mostren que els artistes adoptaven les mateixes solucions i es preocupaven per donar a conèixer a l'espectador més uns estats d'ànim que no pas uns costums com en l'etapa anterior. Per fer-ho es basava en la senzillesa de detalls, línies i tall; on només adjuntava algun element diferenciador per ajudar a la comprensió del tema. Exemples d'aquesta segona etapa són les peces Suggestió, Oració i Flor Marcida, entre d'altres. En aquestes obres Clarasó, no es va interessar per forçar les figures ni amb grans contrastos ni amb violentes depressions, sinó que va fer obres de gran suavitat on només s'hi pronunciava els trets de la fisonomia.
Escultura caricaturesca

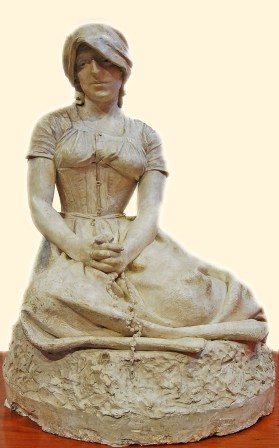
Oració, Museu Víctor Balaguer.

Enric Clarasó també es va interessar per aquest gènere, són obres fetes amb un esperit festiu i sense cap compromís. Va fer diverses obres on intentava fer riure a l'espectador inconscientment, aquestes peces ridiculitzaven preferentment a l'home vell i ebri, com en el Silè i Un Bacus modern. En les escultures d'aquest gènere Clarasó es va preocupar sobretot per l'expressió facial, hi ha cert hiperrealisme en aquestes obres.
Caràcter social
A partir de mitjans del segle xix va despertar en els artistes una consciència política, va néixer una preocupació per mostrar situacions de la societat actual sobretot pel que fa al món del treball i la pobresa. Enric Clarasó va participar en aquest corrent. D'una banda, Clarasó buscava transmetre la solitud dels personatges i una atmosfera trista. Exemple d'això és La Força del Dèbil, un grup de dues figures que ens donen una perfecta mostra de solitud, pobresa i incertesa, per fer-la es va basar en l'obra de l'escultor Miquel Blay i Fàbregas Els primers freds. D'altra banda, Clarsó vol dignificar el treball, a través de la força i la potència d'obres com El forjador.
Art animalístic i escultura decorativa
Al començaments de la dècada del 1890 Enric Clarasó tenia una gran afecció per introduir els animals com un important element compositiu o bé per esculpir-los aïlladament. Va ser també en aquest període que es va dedicar a la producció de gerros decoratius.

### Tercera etapa (1897-1904)

#### Dades biogràfiques: religiositat, família i èxits en les exposicions

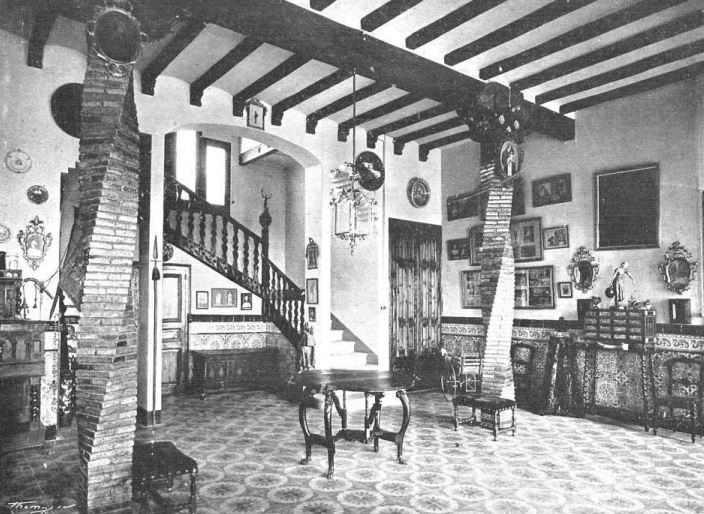
Interior de la Torre de Sant Francesc

Durant aquests anys Enric Clarasó va passar a ser un “catòlic convençut" i això va quedar reflectit en les seves obres. Aquesta situació va ser deguda als fets següents: el 1896 es va casar amb Pilar Serrat una dona de gran religiositat, que el va posar en contacte amb la religiosa Madre Emanuele. També va ser important la mort del seu pare.
Poc després de casar-se va presentar-se al concurs per a la realització d'un Monument pel cementiri de Sevilla, que no va guanyar i va dissenyar el grup al·legòric del Palau de Justícia de Pamplona. El 1899, va guanyar el Premi del Senyor Ferrer amb l'obra Misticisme a la IV Exposició de Belles Arts i Indústries Artístiques de Barcelona.
En aquest període Enric Clarasó va integrar-se al Cercle Artístic de Sant Lluc, una entitat que agrupava als artistes de caràcter catòlic. Aquest succés va provocar crítiques per part dels contraris al Cercle de Sant Lluc. A principis de segle xx va participar en les exposicions d'aquesta associació, el 1902 hi va presentar La vídua i el 1903 hi va exposar Nens.
Bona part de l'obra realitzada en aquest període són monuments funeraris i obres religioses que destinades a ser exportades a Amèrica del Sud i Amèrica Central.
En aquesta època va presentar les obres amb les que va assolir més fama. A l'Exposició Universal de París del 1900 va presentar l'obra Memento Homo'' per la qual se li va concedir la medalla d'or. I el 1904 va guanyar la medalla de plata a l'Exposició de Madrid per l'obra Eva. Totes dues obres van tenir molta ressonància en els mitjans de l'època.
En aquests anys Clarasó es va evocar molt en la família, va ser quan va tenir els seus tres fills, i tot això es tradueix en la decisió de fer-se construir una casa a Sarrià, el 1904, anomenada La Torre de Sant Francesc.

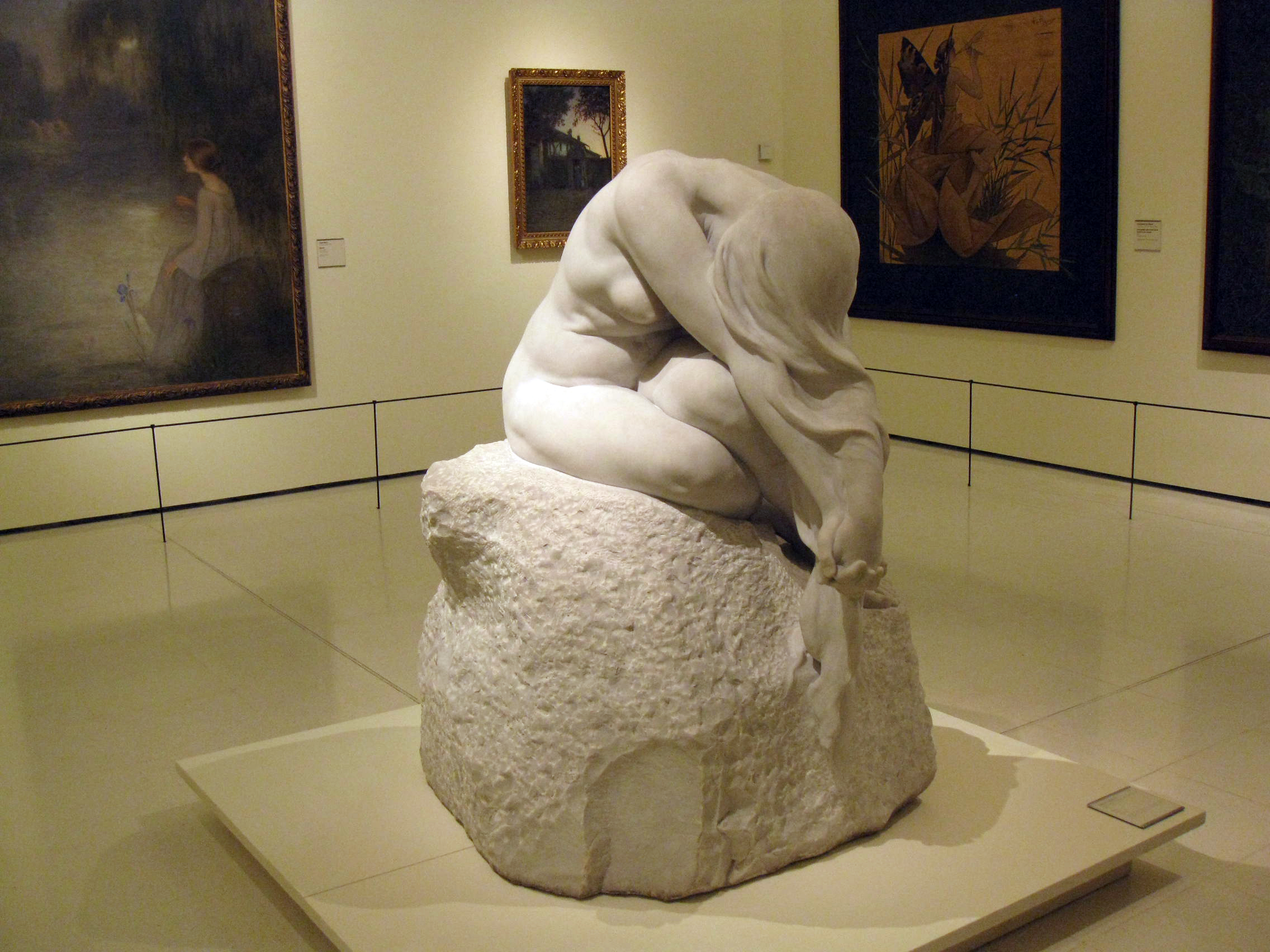
Enric Clarasó: Eva (1904). MNAC

#### Obres de la tercera etapa: immersió en el gènere funerari
Escultura religiosa
Entre el 1897 i 1904 Enric Clarasó va fer nombroses obres de caràcter religiós, n'és exemple la peça Magdalena, tot i així, són escultures que segueixen el corrent modernista però amb una gran minuciositat en els detalls, l'artista creia que quants més detalls posava millor podria expressar el sentiment religiós.
Consideracions de Raimon Casellas
L'any 1899, Raimon Casellas va considerar Enric Clarasó un dels tres puntals del modernisme català juntament amb Blay i Llimona. Casellas creia que les obres de Clarasó eren introductores d'un nou estil escultòric on les línies eren actives i plenes de vida. El crític i escriptor va marcar la peça Flor Marcida com a punt de partida d'un seguit d'obres plenes de vida.
Escultura funerària I
Pel que fa a aquesta tipologia escultòrica hi ha dues vessants. La primera està basada en l'interès de l'artista de donar una mostra d'exaltació poètica de la mort, mostra d'aquesta vessant és el panteó Niquet on Clarasó va intentar humanitzar l'escultura a través del realisme i conduir la visió de l'espectador a la tomba. L'altre grup d'obres es caracteritzen per la preocupació de l'autor per l'exaltació poètica de la mort lligada a la resurrecció. En aquestes predominaven els símbols d'esperança i la línia vertical que condueix la mirada cap al cel, mostra d'aquesta tipologia és el panteó de la família Leal la Rosa.
Memento Homo

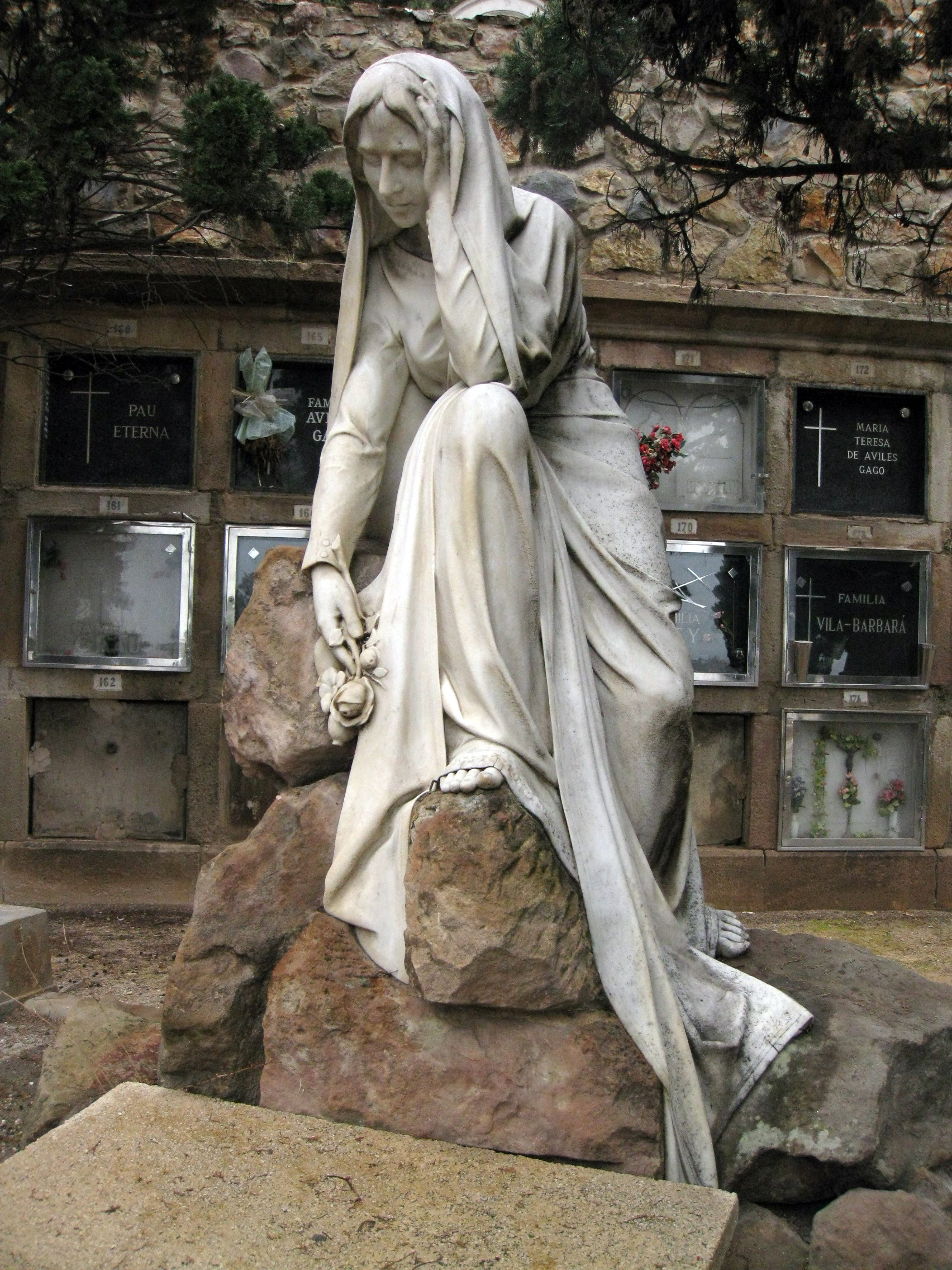
Enric Clarasó: Tomba d'Ernest Niquet

Enric Clarasó va guanyar la medalla d'or a l'Exposició de París del 1900 al presentar aquesta escultura de caràcter funerari. És una obra on es poden reconèixer influències de l'impressionisme escultòric pel que fa al modelat de la figura. El tema d'aquesta peça va introduir a Catalunya un tipus d'escultura que tenia l'objectiu de sublimar el treball. L'artista pretenia captar un moment concret i s'allunyava de l'anecdotisme que el caracteritzava. Gràcies a aquesta obra Clarasó va rebre diversos guardons i un gran ressò entre el públic i la crítica.
Escultura funerària II

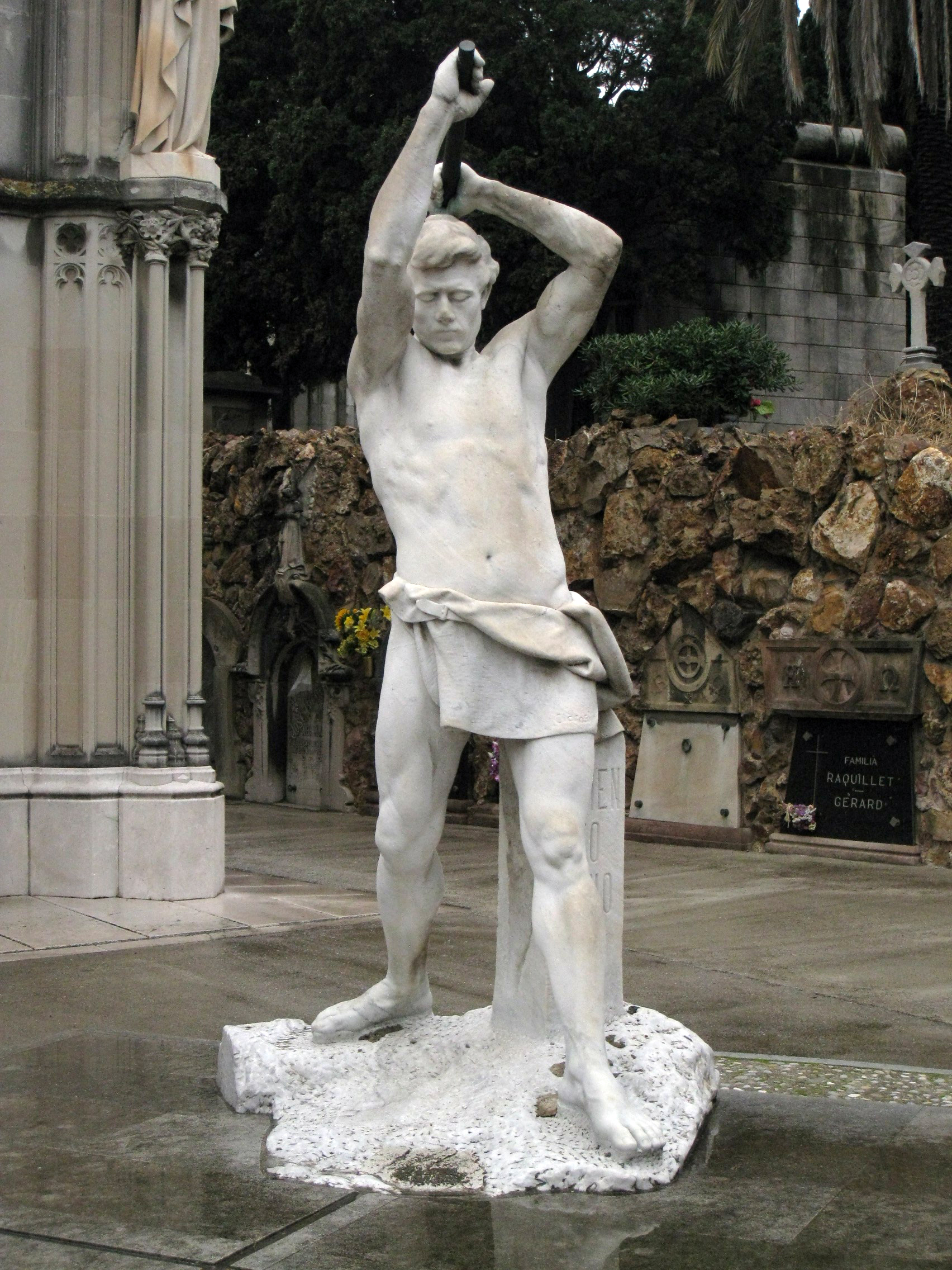
Enric Clarasó: Memento Homo, Panteó Vial i Solsona.

A partir de la realització de Memento Homo la producció d'obres funeràries d'Enric Clarasó va entrar en un període de retrocés. Les seves escultures eren convencionals i solien representar idees clàssiques de l'escultura com en l'obra El Temps. En algunes obres Clarasó va seguir criteris comercials on va introduir les figures infantils i el text per a una bona interpretació de l'obra.
Escultures infantils

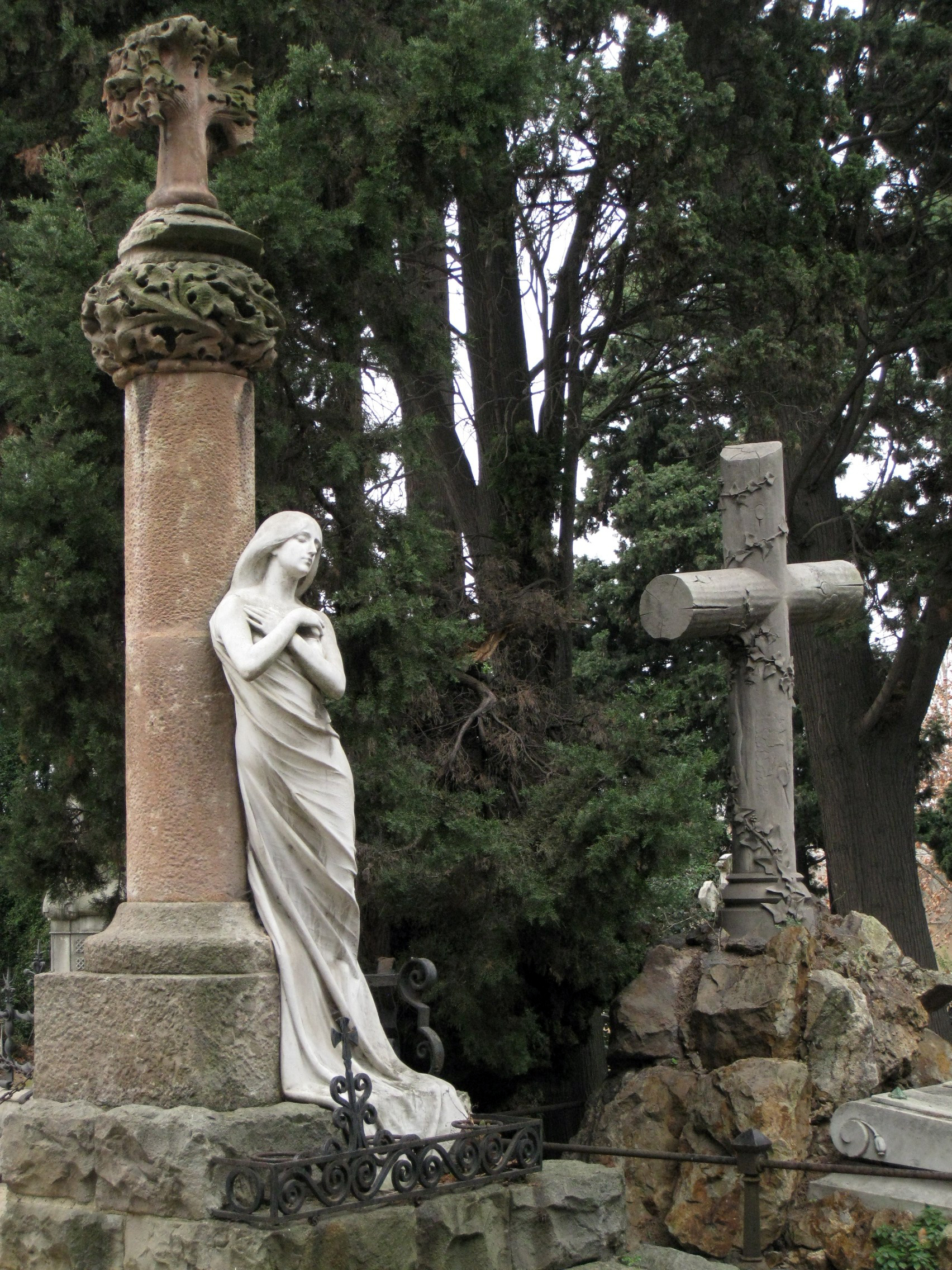
Enric Clarasó: Tomba d'Antonio Leal da Rosa.

Enric Clarasó es trobava en un moment de felicitat paternal, aquesta situació va quedar plasmada en la seva gran dedicació en l'escultura de temàtica infantil. Dins d'aquesta temàtica hi ha diferents tipus d'obra. En primer lloc, l'artista va fer retrats naturalistes de cos sencer dels seus fills, com són les obres La Torna o Ferit. En segon lloc, va elaborar grups escultòrics reduïts on es representa escenes de mare i fill, en són exemples les peces Bon Dia i Adéu. En tercer i últim lloc, Clarasó es va dedicar a fer encàrrecs de retrats en bust de nens de diferents famílies.

### Quarta etapa (1906-1941)

#### Dades biogràfiques: pragmatisme
En aquest últim període Clarasó es va dedicar a fer diferents encàrrecs de caràcter religiós, i monuments i làpides commemoratives per a espais públics. També va elaborar obres més lliures per a ser exposades a la Sala Parés juntament amb les de Rusiñol i Casas. L'any 1907 va presentar l'obra Eva a l'Exposició d'Art de Barcelona, gràcies a la qual va ser guardonat amb la medalla de plata.
El 1932 es va fer construir un taller al costat de la seva casa a Sarrià. Tot i així a partir del 1933 va deixar de produir obres per a exposicions o espais públics. Durant aquest temps va escriure les Notes Viscudes i les va publicar l'any 1934.
Durant la Guerra Civil va deixar de treballar després que un grup de Rojos li destruïssin els motlles de sants que tenia al taller. El 1941 va morir i va ser enterrat al cementiri de Sant Gervasi, al peu del Tibidabo juntament amb el seu pare.

#### Obres de la quarta etapa: encàrrecs per a l'Església i canvi en la concepció del monument eqüestre
Escultura religiosa
En aquest període Enric Clarasó va esdevenir un dels principals escultors religiosos del moment, rebia encàrrecs de nombroses esglésies i col·legis religiosos de Barcelona i d'Amèrica. Dins d'aquesta producció hi ha dues tendències: en una l'artista va intentar agradar al públic fent obres més comercials on els detalls i elements expressius subratllen una religiositat bastant superficial com en la peça Àngel i nena. En canvi en altres escultures Clarasó es va preocupar més per la força escultòrica que no pas per l'anecdotisme religiós, n'és exemple l'obra testa de Crist.
Escultura monumental: Monument a Jaume I
L'obra monumental més important que va fer Enric Clarasó és el monument a Jaume I destinat a la ciutat de Mallorca. L'artista va treballar molt en la realització d'aquesta obra des dels seus meditats dissenys. Per una banda, en aquesta peça, Clarasó va intentar sortir dels cànons ja establerts pel monument eqüestre. Això ho va fer a través de la substitució del pedestal per un monticle i per introducció d'un personatge en aquesta base. Per altra banda, es tracta d'una obra excessivament literària, massa romàntica, que lliga més amb l'escultura del segle xix que no pas amb la de principis de segle xx.

## Obres destacades
- 1890 Retrat femení. Museu Nacional d'Art de Catalunya. Barcelona
- 1890 Silè
- 1890 Els dos amics
- 1890 Un Bacus modern
- 1891 Oració, Museu Víctor Balaguer
- 1894 El forjador. Museu Cau Ferrat de Sitges
- 1900 Memento Homo. Medalla d'or a París
- 1904 Eva. Museu Nacional d'Art de Catalunya. Barcelona
- 1927 Monument a Jaume I. Palma